# Jordan Williams (calciatore 1992)
Jordan Lee Raymond Williams (Whiston, 13 dicembre 1992) è un calciatore inglese, attaccante dei The New Saints.

## Caratteristiche tecniche
Gioca prevalentemente come ala sinistra.

## Carriera
Ha iniziato a giocare all'età di cinque anni con i dilettanti del Penlake Juniors, per poi dopo diversi anni passare nelle giovanili dell'Ashton Athletic, un club della North West Counties Football League (nona divisione inglese), con cui in seguito ha anche esordito in prima squadra; nel 2012 segue il suo ex allenatore dell'Ashton Athletic accasandosi al Clitheroe, club di Northern Premier League Division One West (ottava divisione). Nel novembre del 2012, essendo iscritto alla Edge Hill University di Ormskirk, si trasferisce al Burscough, altro club della medesima categoria che per la sua vicinanza geografica all'università gli consentiva di frequentarla continuando a giocare, con cui gioca per quasi tre stagioni, ovvero fino al termine della stagione 2014-2015.
Nell'estate del 2015 Jim Gannon, allenatore del Northwich Victoria, lo convince a trasferirsi al club biancoverde, militante nella medesima categoria del Burscough; qui, all'attività semiprofessionistica come calciatore, alterna anche un lavoro part-time in un supermercato. Nel corso della sua unica stagione trascorsa nel club si rende protagonista con 6 reti in 10 presenze dell'ottimo avanzamento in FA Cup dei Vics, che dopo aver superato i vari turni preliminari vengono eliminati nel secondo turno per mano del Northampton Town (club di quarta divisione) con il punteggio di 3-2, maturato peraltro nei minuti finali dell'incontro (a sette minuti dalla fine del tempo regolamentare il Northwich Victoria conduceva infatti l'incontro col punteggio di 2-0, ribaltato dai Cobblers con tre reti nell'arco di quattro minuti tra l'83' e l'87'): al momento dell'eliminazione era il club di livello più basso ancora in gioco nel torneo. Williams, in particolare, è autore anche di due reti nel primo turno del torneo. Complice anche l'ottima FA Cup disputata, nel gennaio del 2016 viene acquistato dal Barrow, club di National League (quinta divisione e più alto livello calcistico inglese al di fuori della Football League). Qui conclude la stagione con 5 reti in 20 partite di campionato giocate. L'anno seguente mantiene il posto da titolare, segnando 11 reti in 41 partite in campionato, un gol in 5 partite in FA Cup e 2 gol in 4 partite in FA Trophy. Successivamente nell'estate del 2017 viene acquistato per 100000 sterline dal Rochdale, club della terza divisione inglese, con cui firma un contratto biennale: qui fa il suo esordio nei campionati della Football League, giocando 11 partite nella Football League One 2017-2018, senza però mai segnare, a cui aggiunge anche complessive 8 presenze (sempre senza gol) nelle varie coppe nazionali inglesi (in particolare, gioca una partita in FA Cup, 2 partite in Coppa di Lega e 5 partite nel Football League Trophy); nel gennaio del 2018 viene ceduto in prestito fino a fine stagione al Lincoln City, club di quarta divisione, con cui nella seconda metà della stagione gioca 11 partite di campionato senza mai segnare, vincendo inoltre il Football League Trophy. Terminato il prestito torna quindi al Rochdale, con cui trascorre l'intera stagione 2018-2019, nella quale realizza 2 reti in 19 partite di campionato ed un gol in 3 partite in Football League Trophy (oltre ad un'ulteriore presenza senza reti in FA Cup).
Nell'estate del 2019 il Rochdale non rinnova il suo contratto in scadenza e lo lascia così svincolare: Williams poco dopo si accasa con un contratto biennale al Fylde, con cui nella stagione 2019-2020 segna 9 reti in 32 presenze in quinta divisione. Nell'estate del 2020 Jim Gannon, suo ex allenatore ai tempi del Northwich Victoria, lo acquista per giocare nello Stockport County, a sua volta militante in quinta divisione; qui conquista un terzo posto in classifica per poi perdere la semifinale play-off per la promozione in quarta divisione, trovando però meno spazio che nelle annate precedenti: gioca infatti 17 partite di campionato, nelle quali non va peraltro mai in gol. Nell'estate del 2021, pur avendo ancora un anno di contratto, viene ceduto ai The New Saints, club della prima divisione gallese. In questa sua prima stagione nel club Williams realizza un gol in 6 presenze nei turni preliminari di Conference League, e con 15 reti in 31 presenze contribuisce alla vittoria del campionato, al quale il club aggiunge anche un successo in Coppa del Galles, competizione in cui il giocatore inglese segna invece 2 reti in 5 presenze. Inizia poi la stagione 2022-2023 giocando 2 partite nei turni preliminari di Champions League e 2 partite nei turni preliminari di Conference League; raccoglie il medesimo bottino di presenze nelle competizioni UEFA per club anche nel corso della stagione 2023-2024. Nella stagione 2024-2025 gioca invece 4 partite nei turni preliminari di Champions League ed una partita nei turni preliminari di Europa League, contribuendo alla conquista della qualificazione alla fase campionato della Conference League, nella quale realizza poi una rete in 5 partite giocate.

## Palmarès

### Club

#### Competizioni nazionali
- Football League Trophy: 1

Lincoln City: 2017-2018
- Welsh Premier League: 4

The New Saints: 2021-2022, 2022-2023, 2023-2024, 2024-2025
- Coppa del Galles: 3

The New Saints: 2021-2022, 2022-2023, 2024-2025
- Coppa di Lega gallese: 2

The New Saints: 2023-2024, 2024-2025